# 太鲁阁蔷薇
太鲁阁蔷薇（学名：Rosa pricei）为蔷薇科蔷薇属下的一个种。

## 扩展阅读
- 維基物種上的相關：太鲁阁蔷薇